# محمد العباسي
محمد العباسي (21 فبراير1947- 1 يوليو 2019) جندي مصري شارك في حرب 6 أكتوبر. عرف بكونه أول من رفع علم مصر على أول نقطة تم تحريرها في معارك أكتوبر 1973. التحق بصفوف الجيش المصري في عام 1967. توفي في 1 يوليو 2019 عن عمر ناهز الـ 72 عام، وشيع جثمانه بمدينة القرين في مصر.

## النشأة
ولد محمد عبد السلام العباسي في 21 فبراير 1947، بمدينة القرين التي كانت تتبع مركز فاقوس بمحافظة الشرقية بمصر (أصبحت حالياً مدينة وتتبع مركز أبو حماد). تعلم تعليمه الأول في الكُتاب، وحفظ فيه القرآن كاملًا، ثم حصل على الشهادة الابتدائية ثم الشهادة الإعدادية. عمل بالتجارة والزراعة حتى التحق بالخدمة العسكرية في 1 يونيو 1967. كان يعمل قبل خروجه للمعاش بوظيفة كاتب بالوحدة الصحية بالقرين، محافظة الشرقية.

## تكريمه
تم تكريمه علي المستوى الرسمي والشعبي والمحلي وقد اهداه أحد أبناء مصر فيلا عظيمة في الهرم، حيث اهداها الي وزارة الحربية لتهديها بدورها الي أول من رفع علم مصر علي أول نقطة تم تحريرها يوم العبور العظيم.

## وفاته
توفي محمد العباسي في 1 يوليو 2019 وهو يبلغ من العمر 72 عام. شيع جثمانه في مدينة القرين بمحافظة الشرقية في مصر.